# WAV
WAV (англ. waveform audio format) — формат аудіофайлу, розроблений компаніями Microsoft та IBM. WAVE базується на форматі RIFF, поширюючи його на інформацію про такі параметри аудіо, як застосований кодек, частота дискретизації та кількість каналів. WAV як і RIFF передбачався для комп'ютерів IBM PC, тому всі змінні записані у форматі little endian. Відповідником WAV для комп'ютерів PowerPC є AIFF.
Хоча файли WAVE можуть бути записані за допомогою будь-яких кодеків аудіо, зазвичай використовується нестиснений PCM, який призводить до великих обсягів файлу (близько 172 кБ на секунду для CD-якості). Іншим недоліком файлу є обмеження обсягу до 4 ГБ, через 32-бітну змінну. Формат WAV був частково витіснений стисненими форматами, проте, завдяки своїй простоті, надалі знаходить широке використання в процесі редагування звуку та на переносних аудіопристроях, як програвачі та цифрові диктофони.

## Канонічний формат файлу
WAVE файл складається з двох частин: заголовку файлу і області даних. 
Канонічний формат WAVE файлу починається з RIFF заголовку і двох підсекцій: "fmt " і "data".
Підсекція "fmt " описує параметри даних звукозапису. У підсекції даних "data" міститься розмір даних і фактичні дані звукозапису.
| Позиція (HEX)      | Позиція | Розмір  | Назва          | Пояснення |
| ------------------ | ------- | ------- | -------------- | --- |
| - RIFF Заголовок   |         |         |                | |
| 0000               | 0       | 4 байти | ChunkID        | Містить літери "RIFF" в ASCII кодуванні (0x52494646 у порядку байт big-endian) |
| 0004               | 4       | 4 байти | ChunkSize      | 36 + SubChunk2Size, або більш точно: 4 + (8 + SubChunk1Size) + (8 + SubChunk2Size) Це розмір всього файлу в байтах, не враховуючи 8 байтів перших двох полів: ChunkID і ChunkSize. |
| 0008               | 8       | 4 байти | Format         | Містить літери "WAVE" (0x57415645 у порядку байт big-endian). |
| - Підсекція "fmt " |         |         |                | |
| 000C               | 12      | 4 байти | Subchunk1ID    | Містить літери "fmt " (0x666d7420 у порядку байт big-endian). |
| 0010               | 16      | 4 байти | Subchunk1Size  | Приймає значення 16 для формату кодування PCM. Це розмір області цієї підсекції, що слідує після цього поля.                                                                       |
| 0014               | 20      | 2 байта | AudioFormat    | PCM = 1 (Лінійне квантування) Значення відмнінні від 1 вказують на наявність конкретного кодування аудіо даних.                                                                    |
| 0016               | 22      | 2 байта | NumChannels    | Кількість звукових каналів. Моно = 1, Стерео = 2, і т.д. |
| 0018               | 24      | 4 байти | SampleRate     | Частота дискретизації у Герцах. Наприклад, 8000, 44100, інші. |
| 001С               | 28      | 4 байти | ByteRate       | = SampleRate * NumChannels * BitsPerSample/8 |
| 0020               | 32      | 2 байта | BlockAlign     | = NumChannels * BitsPerSample/8 Кількість байт, яка міститься в одному семплі враховуючи кількість каналів.                                                                        |
| 0022               | 34      | 2 байта | BitsPerSample  | Кількість біт в одному семплі. Так звана "глибина" чи точність звучання. 8, 16, 32, і так далі.                                                                                    |
|                    |         | 2 байта | ExtraParamSize | Розмір поля з параметрами. Якщо PCM, ці два поля ExtraParamSize і ExtraParams не записуються.                                                                                      |
|                    |         | X       | ExtraParams    | Місце для запису додаткових параметрів |
| - Підсекція "data" |         |         |                | |
| 0024               | 36      | 4 байти | Subchunk2ID    | Містить літери "data" (0x64617461 у порядку байт big-endian). |
| 0028               | 40      | 4 байти | Subchunk2Size  | Розмір даних звукозапису в байтах, які містяться в наступному полі. Кількість семплів * NumChannels * BitsPerSample/8                                                              |
| 002С               | 44      | X       | Data           | Фактичні дані звукозапису. |

## Програми редактори
- Sound Forge [Архівовано 16 січня 2008 у Wayback Machine.]

## Програми відтворювачі
- Winamp [Архівовано 22 листопада 2013 у Wayback Machine.]
- Aimp
- foobar2000